# Poljanski koledniki
Poljanski koledniki so slovenski narodnozabavni ansambel, ki je deloval med letoma 1995 in 2009.

## Zasedba
- Jože Mravlja (Hotavlje), vokal in kitara
- Branko Peternel (Gorenja Žetina), bas kitara in bariton
- Gregor Bergant (Sv. Barbara), kitara
- Petra Dolenec (Vinharje), vokal
- Simona Jurčič (Bodovlje), vokal
- Ivan Dolenec (Podobeno), vokal in vezna beseda pri koledovanjih
- Roman Dolenec (Vinharje), harmonika in vokal

## Ustanovitev
Ansambel je bil ustanovljen za potrebe koledovanja. S tem ohranjanjo star običaj, ki je že dolgo uveljavljen v Poljanski dolini. Prav zaradi tega ima ansambel tudi ime Poljanski koledniki.

## Delovanje
Vsako leto so koledovali v predpustnem času. Leta 2006 so se udeležili festivala narečnih viž v Škofji Loki in s pesmijo Koljednška dosegli drugo mesto. Naslednje leto (2007)  je ansambel na istem festivalu dosegel prvo nagrado občinstva s pesmijo Kožna u snežjet. 
Na festivalu so sodelovali tudi leta 2008 s pesmijo Kojnički boja spjet.
Avtor vseh njihovih besedil in glasbe in Roman Dolenec, je tudi glavni ustanovitelj. Večina besedil je v domačem narečju.

## Pomembnejše skladbe
- Koljednška
- Rodna vasica
- Pesem srca
- Košna u snežjet
- Poljanska dolina
- Kojnički boja spjet
- Tičja uohcet

## Diskografija
- Pozdrav iz Loškega pogorja - I, 2008 (CD)
- Pozdrav iz Loškega pogorja - II, 2009 (CD)

## Videospoti
- Košna u snežjet (2008)
- Pesem srca (2008)